# كونجاك
كونجاك (الاسم العلمي: Amorphophallus konjac) هو نوع، في جنس ابو صافيه، وضع التسمية العلمية  كارل هينريش كوخ، وذلك في  1858.